# Namiyonga
Namiyonga ist ein Verwaltungsbezirk (englisch Ward) des Distrikts Newala (TC) in der tansanischen Region Mtwara.

## Geografie
Namiyonga liegt im Südosten von Tansania etwa 10 Kilometer Luftlinie nordöstlich der Distrikthauptstadt Newala. Der Bezirk grenzt im Norden an Mkulung'ulu, im Osten an Mkwedu, im Süden an Mahumbika und Julia und im Westen an Tulindane und Makonga. Bei der Volkszählung 2022 lebten 4178 Menschen in 1319 Haushalten auf einer Fläche von 24 Quadratkilometern.

## Gliederung
Der Bezirk besteht aus drei Stadtteilen (Mtaa):
- Namiyonga
- Nakachela
- Mandumba

## Infrastruktur
- Bildung: Die George Mkuchika Secondary School ist eine staatliche weiterführende Tagesschule mit einer Ausbildung bis zur 4. Stufe.[7]
- Gesundheit: In den Stadtteilen Namiyonga und Mandumba gibt es je eine staatliche Apotheke.[8][9]